# Alexandru Apolzan
Alexandru „Piți“ Apolzan (* 6. Februar 1927 in Sibiu; † 23. Dezember 1982 in Bukarest) war ein rumänischer Fußballspieler. Er kam in 268 Spielen der höchsten rumänischen Fußballliga, der Divizia A, zum Einsatz.

## Karriere als Spieler

### Verein
Apolzan begann mit dem Fußballspielen in seiner Heimatstadt Sibiu bei Șoimii Sibiu. Während des Zweiten Weltkrieges verschlug es ihn nach Bukarest, wo er sich im Jahr 1943 dem Lokomotivenhersteller Rogifer anschloss, der seinen Namen 1945 in 23 August änderte. 1946 wechselte Apolzan zu CFR Bukarest und kam dort am 15. September 1946 zu seinem ersten Einsatz in der Divizia A. Im Jahr 1949 wurde CCA Bukarest (später Steaua Bukarest) auf ihn aufmerksam und verpflichtete ihn. In den 13 Jahren, die er für CCA spielte, konnte Apolzan sechs Mal die Meisterschaft und fünf Mal den Pokal gewinnen, darunter zweimal das Double. Im Herbst 1961 beendete er seine Karriere.

### Nationalmannschaft
Von 1949 bis 1960 bestritt Apolzan 22 Spiele für die rumänische Fußballnationalmannschaft, ohne dabei jedoch ein Tor erzielen zu können. Sein Debüt gab er am 23. Oktober 1949 gegen Albanien.

## Karriere als Trainer
Nach dem Ende seiner aktiven Laufbahn war Apolzan von 1962 bis 1967 bei Steaua Bukarest im Kinder- und Jugendbereich aktiv. Später war er bei mehreren unterklassigen Vereinen in Câmpulung, Caracal, Slatina und Mija als Trainer tätig, ehe er sich im Jahr 1973 aus gesundheitlichen Gründen zurückziehen musste.

## Erfolge

### Verein
CCA Bukarest / Steaua
- Rumänischer Meister: 1951, 1952,  1953,  1956, 1960, 1961
- Rumänischer Pokalsieger: 1948/49, 1950, 1951, 1952, 1955